# Nekrolog 1465
Nekrolog
◄◄
| ◄
| 1461
| 1462
| 1463
| 1464
| 1465 | 1466 | 1467 | 1468 | 1469 | ► | ►►
Weitere Ereignisse | Allgemeiner Nekrolog 1465
Die Beschreibung der verstorbenen Person sollte so kurz wie möglich gehalten sein und nur deren signifikante Tätigkeit(en) enthalten.
Neue Namen ggf. auch unter dem Geburts- und Sterbedatum, also etwa unter 1. Januar und im Geburts- und Sterbejahr (2024) eintragen (nur bei entsprechender großer Wichtigkeit). Für Beispiele siehe die schon vorhandenen Artikel.
Außerdem über die fünf zuletzt Verstorbenen, zu denen es einen ausreichend guten Artikel für eine Präsentation auf der Hauptseite gibt, nach der todesbedingten Überarbeitung der Artikel ggf. auch unter Wikipedia Diskussion:Hauptseite informieren und sie am besten auch in den anderen Wikipedia-Sprachversionen eintragen. Tipp: Regelmäßig bei news.google.de nach „ist tot“, „gestorben“ oder „verstorben“ suchen.
Wenn eine Person gestorben ist, gibt es viele Seiten zu dieser Person in der Wikipedia, die davon auch betroffen sind und entsprechend aktualisiert werden müssen. Beispiele: Namenübersichtsseite, Geburtsjahr, Geburtsort-Seiten und viele mehr.
Wie finde ich die betroffenen Seiten?
Im Suchfeld auf der linken Seite gibt man den Suchbegriff so ein: „Vorname Nachname“. Dann klickt man auf Volltext und alle Seiten mit entsprechendem Suchtext werden aufgerufen. Hier sieht man dann schnell, wo auch das Todesjahr Sinn macht oder sogar ein Teil des Artikels angepasst werden muss. Auch hilft das „Werkzeug“ auf der linken Seite sehr gut, um solche Seiten aufzufinden: „Links auf diese Seite“. Somit ist die Wikipedia wieder aktuell in allen Bereichen! Hinweis: bei Eintragung der Kategorie „Gestorben JAHR“ wird der Missbrauchsfilter 49 ausgelöst, was jedoch nicht schlimm ist. Siehe: Spezial:Missbrauchsfilter/49
Dies ist eine Liste von im Jahr 1465 verstorbenen bekannten Persönlichkeiten. Die Einträge erfolgen innerhalb der einzelnen Daten alphabetisch sortiert. Tiere sind im Nekrolog für Tiere zu finden.

## Januar
| Tag        | Name                             | Beruf, bekannt als                                                  | Alter | Beleg |
| ---------- | -------------------------------- | ------------------------------------------------------------------- | ----- | ----- |
| 5. Januar  | Charles de Valois, duc d’Orléans | französischer Dichter                                               | 70    |       |
| 9. Januar  | John Lovel, 8. Baron Lovel       | englischer Adliger                                                  |       |       |
| 13. Januar | Elisabeth von Brandenburg        | Herzogin von Pommern                                                |       |       |
| 14. Januar | Thomas Beckington                | englischer Geistlicher und Bischof von Bath und Wells               |       |       |
| 29. Januar | Ludwig                           | Herzog von Savoyen, Fürst von Piemont, Graf von Aosta und Maurienne | 51    |       |
| 31. Januar | Ulrich Maier                     | Schweizer Benediktinermönch, Abt des Klosters Muri                  |       |       |

## Februar
| Tag        | Name         | Beruf, bekannt als                    | Alter | Beleg |
| ---------- | ------------ | ------------------------------------- | ----- | ----- |
| 1. Februar | Dénes Szécsi | ungarischer Kardinal                  |       |       |
| 4. Februar | Thomas Wins  | Ratsherr und Bürgermeister von Berlin |       |       |

## März
| Tag      | Name                             | Beruf, bekannt als                  | Alter | Beleg |
| -------- | -------------------------------- | ----------------------------------- | ----- | ----- |
| 20. März | Mary Stewart, Countess of Buchan | schottische Prinzessin              |       |       |
| 22. März | Ludovico Trevisan                | italienischer Geistlicher, Kardinal | 63    |       |

## April
| Tag       | Name               | Beruf, bekannt als           | Alter | Beleg |
| --------- | ------------------ | ---------------------------- | ----- | ----- |
| 30. April | Jakob von Paradies | deutscher Theologe und Autor |       |       |

## Mai
| Tag     | Name               | Beruf, bekannt als                          | Alter | Beleg |
| ------- | ------------------ | ------------------------------------------- | ----- | ----- |
| 12. Mai | Thomas Palaiologos | Prinz von Byzanz                            |       |       |
| 24. Mai | Jakob Kennedy      | Bischof von St Andrews, Bischof von Dunkeld |       |       |

## Juli
| Tag      | Name                      | Beruf, bekannt als                                      | Alter | Beleg |
| -------- | ------------------------- | ------------------------------------------------------- | ----- | ----- |
| 16. Juli | Pierre de Brézé           | Ritter und Graf von Maulévrier                          |       |       |
| 27. Juli | Margarete von Brandenburg | Herzogin zu Mecklenburg, Herzogin von Bayern-Ingolstadt |       |       |

## August
| Tag       | Name                  | Beruf, bekannt als | Alter | Beleg |
| --------- | --------------------- | ------------------ | ----- | ----- |
| 5. August | Johannes Schallermann | Bischof von Gurk   |       |       |

## September
| Tag           | Name                | Beruf, bekannt als                                      | Alter | Beleg |
| ------------- | ------------------- | ------------------------------------------------------- | ----- | ----- |
| 4. September  | Louis d’Albret      | französischer römisch-katholischer Bischof und Kardinal | 42    |       |
| 11. September | Matthias Wedel      | deutscher Rechtsgelehrter                               |       |       |
| 25. September | Isabelle de Bourbon | durch Heirat Herzogin von Burgund                       |       |       |

## Oktober
| Tag         | Name                  | Beruf, bekannt als                                           | Alter | Beleg |
| ----------- | --------------------- | ------------------------------------------------------------ | ----- | ----- |
| 26. Oktober | Isabella von Braganza | Tochter von Alfons von Braganza und Beatriz Pereira de Alvim |       |       |

## November
| Tag          | Name                           | Beruf, bekannt als        | Alter | Beleg |
| ------------ | ------------------------------ | ------------------------- | ----- | ----- |
| 1. November  | Ruprecht von Pfalz-Mosbach     | Bischof von Regensburg    |       |       |
| 16. November | Johannes II. Wolf von Karsbach | deutscher Benediktinerabt |       |       |

## Dezember
| Tag          | Name               | Beruf, bekannt als     | Alter | Beleg |
| ------------ | ------------------ | ---------------------- | ----- | ----- |
| 28. Dezember | Wilhelm von Calven | Lübecker Bürgermeister |       |       |

## Datum unbekannt
| Tag | Name                                          | Beruf, bekannt als                                                             | Alter | Beleg |
| --- | --------------------------------------------- | ------------------------------------------------------------------------------ | ----- | ----- |
|     | Abdalhaqq II.                                 | Sultan der Meriniden in Marokko (1421–1465)                                    |       |       |
|     | Joan Courtenay                                | englische Adlige                                                               |       |       |
|     | Dietrich Droste zu Vischering gen. Manenschyn | Dompropst in Münster                                                           |       |       |
|     | Mohammed al-Dschazuli                         | marokkanischer Sufi                                                            |       |       |
|     | Ekkehard                                      | deutscher Benediktinerabt                                                      |       |       |
|     | Johannes von Dinkelsbühl                      | deutscher Physiker, Professor und Rektor an der Universität Wien               |       |       |
|     | Joanot Martorell                              | valencianischer Ritter und Schriftsteller                                      |       |       |
|     | Erhard Reittorner                             | Benediktiner                                                                   |       |       |
|     | Abu Nasr Saʿd                                 | Emir von Granada (1454–1464)                                                   |       |       |
|     | Petrus Spitznagel                             | Karmeliterpater, Titularbischof von Myra und Weihbischof im Fürstbistum Speyer |       |       |
|     | Georg Steinhaupt                              | Beamter im Deutschordensstaat                                                  |       |       |
|     | Wenzel I.                                     | Herzog von Teschen und Zator                                                   |       |       |